# Stenasellus henryi
Stenasellus henryi là một loài chân đều trong họ Stenasellidae. Loài này được Magniez & Stock miêu tả khoa học năm 2000.